# Каучуконоси
Каучуконоси — кілька рослин, які використовують або використовували раніше для отримання природного каучуку. До групи серед інших рослин належать:
- Гевея бразильська (Hevea brasiliensis) — головне сучасне джерело природного каучуку.
- Castilla elastica — джерело каучуку стародавніх мая.
- Ficus elastica — поширена декоративна рослина.
- Manihot carthaginensis subsp. glaziovii — рослина з роду маніок.
- Hancornia speciosa.
- Landolphia.
- Гваюла (Parthenium argentatum) іноді культивується як каучуконос.

Ці рослини належать до родин Moraceae, Euphorbiaceae, Apocynaceae, Campanulaceae, Asclepiadaceae.
Свіжий сік з гевеї (Hevea) містить 31,7 % каучуку.
З дослідження посівів каучуконосних рослин на Полтавщині починався шлях до науки відомого вченого-зололога М. С. Гілярова.